# Łukasz Sztuka
Łukasz Sztuka (ur. 26 sierpnia 1976 roku w Wiśle) – polski kierowca rajdowy, prezenter telewizyjny (TVP3 Katowice). Wicemistrz Polski gr. N (2000). Ojciec kierowcy wyścigowego Kacpra Sztuki.

## Życiorys
Łukasz Sztuka rozpoczął swoją karierę w 1994 r. od startów w rajdach organizowanych przez Automobilklub Cieszyński KJS. W kolejnym sezonie pojawiał się już na trasach eliminacji rajdowych Mistrzostw Polski, gdzie jako kierowca otwierający (nieklasyfikowany) zdobywał punkty do licencji rajdowej i doświadczenie. 
W 1996 zadebiutował w Mistrzostwach Polski jadąc Nissanem Sunny GTI. Wkrótce, jako pierwszy polski kierowca rajdowy, wyjechał do Rajdowej Szkoły Johna Haughlanda w Norwegii. W następnych sezonach regularnie startował za kierownicą różnych samochodów rajdowych, m.in. Skody Felicii Kit Car, Opla Astry i Forda Pumy. W roku 1999 triumfował w klasie A6 podczas silnie obsadzonego Rajdu Polski (10. miejsce w klasyfikacji generalnej) i podczas Rajdu Warszawskiego.
Sezon 2000 Sztuka rozpoczął w Mistrzostwach Polski za kierownicą N-grupowego Mitsubishi Lancera. Od razu odniósł zwycięstwo w grupie N w Rajdzie Warszawskim (5. miejsce w klasyfikacji generalnej). Kolejne zwycięstwo w grupie N odniósł w Rajdzie Krakowskim. W silnie obsadzonym Rajdzie Polski zwyciężył ponownie w grupie N i zajął 5. miejsce w klasyfikacji generalnej (3. miejsce wśród polskich kierowców). W kolejnym rajdzie (Rajd Kormoran), po defekcie instalacji elektrycznej, zajął trzecie miejsce w klasie. Następnego dnia po rajdzie przedstawiciele zespołu rajdowego Seata zaprosili Sztukę do testów na Seacie Cordoba WRC, po których zdecydowali się na przyjęcie go do swojego zespołu. Za kierownicą Seata Sztuka zajął 4. miejsce w Rajdzie Karkonoskim i nie ukończył Rajdu Wisły. Ostatecznie, na koniec sezonu zdobył tytuł wicemistrza Polski w grupie N.
W sezonie 2001 Łukasz Sztuka kontynuował starty za kierownicą Seata Cordoby WRC. Dwukrotnie zajął 3. miejsce w klasyfikacji generalnej eliminacji Mistrzostw Polski (Rajd Elmot i Rajd Polski). W kolejnym sezonie Sztuka powrócił do startów w grupie N (Mitsubishi Lancer). Kłopoty z budżetem pozwalały mu jednak tylko na nieliczne starty. W 2003 r. miał wystartować we wszystkich eliminacjach Mistrzostw Świata w klasie samochodów seryjnych. Udało mu się zająć 7. miejsce w klasyfikacji PWRC w Rajdzie Szwecji, później jednak, po wycofaniu się sponsora, musiał zrezygnować z dalszych startów.
Od 2004 r. Sztuka coraz rzadziej pojawiał się na rajdowych trasach. Do 2009 roku, kiedy zakończył karierę, wystartował w 11 rajdach. W tym czasie najwyższą lokatą jaką zajął było 2. miejsce w klasyfikacji generalnej Rajdu Magurskiego – pierwszej rundy RSMP w sezonie 2008.